# Сборная Самоа по футболу
Сбо́рная Само́а по футбо́лу (англ. Samoa national football team) — представляет Самоа на международных футбольных соревнованиях. Член ОФК и ФИФА, управляется Футбольной федерацией Самоа. До 1997 года называлась Сборная Западного Самоа по футболу (англ. Western Samoa national football team). В рейтинге ФИФА на 6 апреля 2023 года занимает 190-е место.

## История
Несколько раз участвовала в футбольном турнире Южнотихоокеанских игр. В ноябре 2011 года команда — впервые в своей истории — прошла отбор на Кубок наций ОФК; на само́м же турнире в июне 2012 оказалась небоеспособной, потерпев три разгромных поражения. В 2016 году команда во второй раз подряд отобралась на Кубок наций, но опять проиграла все три матча, ещё и не забив ни одного гола.

## Тренеры сборной
- Вик Фернандес (2000—2001)
- Руди Гутендорф (2003)
- Дэвид Бранд (2004—2007)
- Пайласи Саумани (2007—2011)
- Туноа Луи (2011—2012)
- Мало Вага (2012—2014)
- Финеяс Янг (2014—2016)
- Скотт Истхоуп (2016—2017)
- Пол Уалеси (2017—2021)
- Мэтт Кэлкотт (с 2021)

## Чемпионат мира
- 1930—1990 — не принимала участие
- 1994 — отозвала заявку
- 1998—2018 — не прошла квалификацию
- 2022 — снялась с турнира
- 2026 — не прошла квалификацию

## Кубок наций ОФК
- 1973—1980 — не принимала участия
- 1996—2008 — не прошла квалификацию
- 2012 — групповой этап
- 2016 — групповой этап

## Южнотихоокеанские игры
- 1963—1975 — не принимала участия
- 1979 — первый раунд
- 1983 — четвертьфинал
- 1987—2003 — не принимала участия
- 2007 — групповой этап